# Сутковский, Лев Фомич
Лев Фомич (Куприанович) Сутковский (1821—1886/1887) — русский хирург, профессор Императорского Казанского университета по кафедре оперативной хирургии; действительный статский советник.

## Биография
Родился в 1821 году; из разночинцев, по вероисповеданию — католик.
Учился в Виленской медико-хирургической академии, из которой осенью 1840 года был препровождён вместе с несколькими товарищами по академии для окончания образования в Императорский Казанский университет, который окончил в 1843 году со званием лекаря 1-го отделения и с золотой медалью; был оставлен при университете ассистентом хирургической клиники. В конце 1845 года «срок оставления» Сутковского при ИКазУ, по рекомендации профессора Елачича, был продолжен с целью «дать ему возможность приготовиться к испытанию на степень доктора и приват-доцента». С 1847 года Сутковский стал исполнять должность врача при студенческой больнице. 
Степени доктора медицины он был удостоен 18 января 1848 года и в августе того же года утверждён доцентом по кафедре оперативной хирургии с поручением преподавать десмургию. 
С осени 1848 до осени 1851 года он занимал должность младшего ординатора Казанского военного госпиталя; 10 февраля 1849 года был утверждён адъюнктом оперативной хирургии.
В 1853—1854 учебном году он выступил конкурентом на кафедру акушерства, по поводу чего в совете университета возник спор, из которого видно, что мнения профессоров о профессиональных качествах Л. Ф. Сутковского были очень противоречивы; тем не менее, в феврале 1854 года ему было поручено чтение физиологии зародыша и учения о беременности и родах. 
В августе 1858 года Сутковский был командирован за границу «для научного усовершенствования», откуда возвратился в ноябре 1859 года и 16 января 1860 года был избран, а 7 марта утверждён экстраординарным профессором по кафедре оперативной хирургии; также заведовал хирургическим кабинетом. С 27 февраля 1861 года — ординарный профессор. 
В декабре 1868 года был произведён в действительные статские советники
В сентябре 1871 года окончилось 25-летие учебной службы Сутковского, который выразил желание остаться ещё на пять лет, но был забаллотирован и 18 ноября уволен из Казанского университета. 
По свидетельству некоторых современников знавших Сутковского, он был исключительно скуп, ходил одетым грязно и неопрятно, в чем была опасность для больных, обладал неуживчивым тяжелым характером и очень скудным научным багажом по своей специальности, что, к чести его сказать, сам сознавал. Уже под конец своей деятельности он записался простым слушателем на курсы анатомии, которые читал профессор П. Ф. Лесгафт. Но по свидетельству тех же лиц, он был искусным техником-оператором и добросовестным врачом, тепло относившимся к больным.
Был награждён орденами Св. Станислава (1862) и Св. Анны (1865) 2-й степени. 
Умер 25 декабря 1886 (6 января 1887) года.